# 爱国选举集团
爱国选举集团（羅馬尼亞語：Blocul Electoral Patriotic, BEP）是摩尔多瓦的一个左翼选举联盟，该联盟成立于2025年7月29日，注册于2025年8月3日。它成立的目的是应对2025年摩尔多瓦议会选举。

## 组成
- 摩尔多瓦共和国社会主义者党
- 摩尔多瓦共和国共产党人党
- 共和黨「摩爾多瓦之心」
- 摩尔多瓦未来党